# 揚·哈耶克 (網球運動員)
揚·哈耶克（捷克語：Jan Hájek，1983年8月7日—）是一位捷克職業網球運動員。

## 外部連結
- 揚·哈耶克（英文/西班牙文）的官方資料
- 揚·哈耶克的國際網球總會 職業／青少年 官方資料（英文）
- 揚·哈耶克的官方資料（英文）